# Stora Svartö (vid Obbnäs, Kyrkslätt)
Stora Svartö, finska: Iso-Musta, är en ö i Finland. Den ligger i Finska viken och i kommunen Kyrkslätt i landskapet Nyland, i den södra delen av landet. Ön ligger omkring 37 kilometer sydväst om Helsingfors.
Öns area är 23,9 hektar och dess största längd är 0,8 kilometer i nord-sydlig riktning. Ön höjer sig omkring 25 meter över havsytan.